# نییرپیلیش
نییرپیلیش (به مجاری:  Nyírpilis) یک منطقهٔ مسکونی در مجارستان است که در سابولچ-ساتمار-برگ واقع شده‌است. نییرپیلیش ۱۶٫۳۴ کیلومتر مربع مساحت و ۶۹۸ نفر جمعیت دارد.